# مصطفى مطر
مصطفى علي مطر (10 سبتمبر 1995) هو لاعب كرة قدم لبناني يلعب كحارس مرمى لنادي العهد والمنتخب لبناني. بدأ مسيرته الكروية عام 2015 مع نادي السلام زغرتا في الدوري اللبناني الممتاز. وفي صيف 2020، انضم إلى بطل الدوري العهد مقابل 525 مليون ليرة لبنانية، ونقل على الفور إلى نادي طرابلس على سبيل الإعارة لمدة عام واحد. عاد إلى العهد في عام 2021 وكان حارس المرمى الأول للفريق في فوزهم بلقب الدوري 2021–22. وفي صيف 2022، انتقل إلى نادي العروبة السعودي على سبيل الإعارة. مثل لبنان دوليًا على مستوى تحت 23 عامًا، واستدعي للمنتخب الأول في كأس آسيا 2019. ظهر لأول مرة في بطولة اتحاد غرب آسيا لكرة القدم 2019، وشارك في تصفيات كأس العالم 2022.

## مهنة النادي

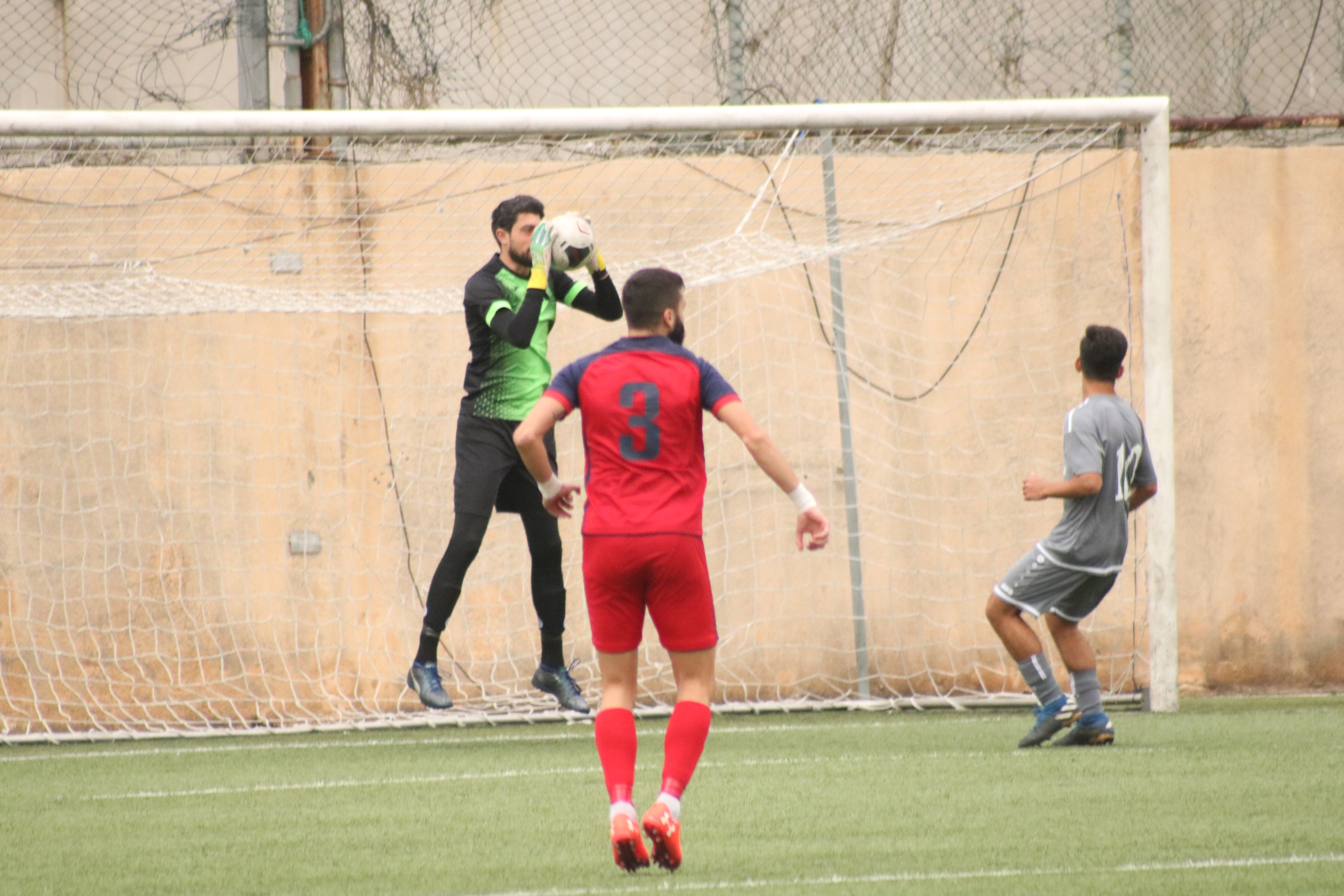
مطر مع طرابلس ضد التضامن 2020

بعد خمس سنوات في السلام زغارتا، انضم إلى نادي العهد في 2 يوليو 2020 ، بعقد لمدة خمس سنوات مقابل 525 مليون جنيه إسترليني (حوالي 333،000 دولار). انضم إلى طرابلس على سبيل الإعارة لمدة عام في 29 سبتمبر 2020. عاد في 5 مايو 2021 ، وكان حارس الأول في فوزهم بلقب الدوري 2021–22. في 21 يونيو 2022، انتقل إلى نادي العروبة الذي يلعب في دوري الدرجة الأولى السعودي على سبيل الإعارة لمدة 10 أشهر. عاد إلى العهد قبل موسم الدوري اللبناني الممتاز 2023–24، ليملأ فراغ مهدي خليل الذي غادر على سبيل الإعارة إلى الأردن.[بحاجة لمصدر]

## المهنة دولياً

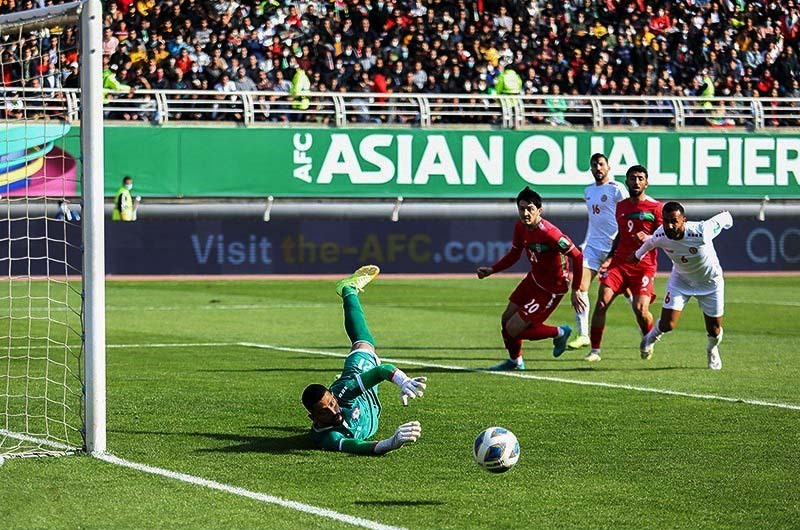
مطر مع منتخب لبنان أمام إيران عام 2022

### 2017-2019: البداية
في ديسمبر 2018، استدعي مطر لتشكيلة الفريق الأول في كأس آسيا 2019. جاء أول ظهور له في 8 أغسطس 2019، ضد اليمن في بطولة اتحاد غرب آسيا لكرة القدم 2019.

### 2021 - الاستمرار
بعد أن استدعي حارساً لمنتخب لبنان الثالث، لعب مطر لاعباً أساسياً في الجولة الثالثة من التصفيات المؤهلة لكأس العالم 2022، بعد إصابة مهدي خليل في الرباط الصليبي الأمامي وإصابة علي ضاهر بكوفيد-19. حافظ على شباكه نظيفة بنتيجة تعادل 0-0 ضد الإمارات العربية المتحدة في المباراة الافتتاحية، ورُشح لنيل رجل المباراة. واصل اللعب لاعباً أساسياً مع منتخب لبنان في كأس العرب 2021 في ديسمبر 2021، وتمت الإشادة بأدائه على الرغم من تلقي شباكه ثلاثة أهداف أمام مصر والجزائر.

## الإحصائيات المهنية

### دولي
| الفريق الوطني | سنة     | الظهور | الأهداف |
| ------------- | ------- | ------ | ------- |
| لبنان         | 2018    | 1      | 0       |
| لبنان         | 2019    | 2      | 0       |
| لبنان         | 2020    | 0      | 0       |
| لبنان         | 2021    | 9      | 0       |
| لبنان         | 2022    | 4      | 0       |
| لبنان         | 2023    | 1      | 0       |
| المجموع       | المجموع | 17     | 0       |

## الإنجازات
العهد
- الدوري اللبناني الممتاز: 2021–22
- كأس الاتحاد اللبناني: 2023
- وصيف كأس النخبة اللبناني: 2021
- كأس السوبر اللبناني: 2023

فردي
- فريق الموسم: 2016–17[15]

## روابط خارجية
- مصطفى مطر على موقع أف آي لبنان (FA Lebanon)
- مصطفى مطر على فرق كرة القدم الوطنية.كوم
- مصطفى مطر  على سكروي
- اللاعب مصطفى مطر على موقع كووورة.
- مصطفى مطر على أل أف جي